# Oh Beom-seok
Oh Beom-seok (kor. 오범석, ur. 29 lipca 1984 w Pohang) – piłkarz południowokoreański grający na pozycji prawego obrońcy.

## Kariera klubowa
Karierę piłkarską Oh rozpoczął w klubie Pohang Steelers. W 2003 roku awansował do kadry pierwszego zespołu i wtedy też zadebiutował w jego barwach w rozgrywkach koreańskiej ligi. W 2004 roku wywalczył ze Steelers wicemistrzostwo Korei Południowej, a w 2007 roku został mistrzem kraju. W połowie 2007 roku odszedł na wypożyczenie do japońskiej Yokohamy FC.
Na początku 2008 roku Oh został zawodnikiem rosyjskiej Krylji Sowietow Samara. W rosyjskiej lidze zadebiutował 14 marca 2008 roku w wygranym 3:0 wyjazdowym spotkaniu z Terekiem Grozny. Przez cały sezon 2008 był podstawowym zawodnikiem Krylji.
W 2009 roku Oh wrócił do Korei Południowej i został piłkarzem Ulsan Hyundai Horang-i. W latach 2011–2015 grał w Suwon Samsung Bluewings, z przerwą na wypożyczenie do Ansan Police FC. W 2016 przeszedł do chińskiego Hangzhou Greentown.
| Sezon | Klub                    | Kraj             | Rozgrywki          | Mecze | Bramki |
| ----- | ----------------------- | ---------------- | ------------------ | ----- | ------ |
| 2003  | Pohang Steelers         | Korea Południowa | K-League           | 1     | 0      |
| 2004  | Pohang Steelers         | Korea Południowa | K-League           | 25    | 1      |
| 2005  | Pohang Steelers         | Korea Południowa | K-League           | 33    | 2      |
| 2006  | Pohang Steelers         | Korea Południowa | K-League           | 33    | 2      |
| 2007  | Pohang Steelers         | Korea Południowa | K-League           | 11    | 0      |
| 2007  | Yokohama FC             | Japonia          | J-League           | 10    | 0      |
| 2008  | Krylja Sowietow Samara  | Rosja            | Priemjer-Liga      | 27    | 0      |
| 2009  | Krylja Sowietow Samara  | Rosja            | Priemjer-Liga      | 1     | 0      |
| 2009  | Ulsan Hyundai Horang-i  | Korea Południowa | K-League           | 12    | 0      |
| 2010  | Ulsan Hyundai Horang-i  | Korea Południowa | K-League           | 21    | 4      |
| 2011  | Suwon Samsung Bluewings | Korea Południowa | K-League           | 26    | 0      |
| 2012  | Suwon Samsung Bluewings | Korea Południowa | K-League           | 39    | 0      |
| 2013  | Ansan Police FC         | Korea Południowa | K-League Challenge | 23    | 2      |
| 2014  | Ansan Police FC         | Korea Południowa | K-League Challenge | 16    | 2      |
| 2015  | Suwon Samsung Bluewings | Korea Południowa | K-League           | 29    | 1      |
| 2016  | Hangzhou Greentown      | Chiny            | Super League       |       |        |

## Kariera reprezentacyjna
W 2003 roku Oh wystąpił z reprezentacją Korei Południowej U-20 na Mistrzostwach Świata U-20. W dorosłej reprezentacji zadebiutował 15 stycznia 2005 roku w przegranym 1:2 towarzyskim spotkaniu z Kolumbią. W 2007 roku zajął z Koreą 3. miejsce w Pucharze Azji 2007, a w 2009 roku awansował z nią na Mistrzostwa Świata w RPA.